# Carlos Osoro
Carlos Osoro Sierra (Castañeda, 16 de mayo de 1945) es un sacerdote, arzobispo emérito y cardenal español. Fue vicepresidente de la Conferencia Episcopal Española en dos periodos (2014-2017 y 2020-2024); arzobispo de Madrid (2016-2023) y ordinario para los fieles de rito oriental en España (2016-2024).

## Biografía
Nació el 16 de mayo de 1945, en el municipio cántabro de Castañeda (España). 
Cursó los estudios de Magisterio, Pedagogía y Matemáticas.
Ejerció la docencia en el Colegio La Salle (Santander) durante el curso 1964-1965. Ingresó en el Colegio Mayor El Salvador de Salamanca, donde obtuvo la licenciatura en Filosofía y Teología.

### Sacerdocio
Su ordenación sacerdotal fue el 29 de julio de 1973, a manos del obispo Juan Antonio del Val Gallo, en la parroquia de Nuestra Señora de la Bien Aparecida de Santander, a la edad de 28 años; incardinándose en la diócesis de Santander.
Su primer destino pastoral fue la parroquia de la Asunción de Torrelavega (Cantabria), formando parte del equipo sacerdotal y trabajando preferentemente en el campo de la pastoral juvenil.
En 1975 fue nombrado secretario general de Pastoral, delegado de apostolado seglar y de seminarios y pastoral vocacional, y vicario general de Pastoral, para la Diócesis de Santander.
En 1976, la Vicaría General de Pastoral y la Administración-jurídica se unificaron, y lo nombraron vicario general, tuvo este cargo hasta 1993 en que fue nombrado canónigo de la Catedral de Santander, y en 1977, presidente.
En 1977 fue nombrado rector del Seminario de Santander. En 1994 fue nombrado deán de la Catedral de Santander. 
En 1996 fue director del centro asociado del Instituto Internacional de Teología a Distancia y del Instituto Superior de Ciencias Religiosas San Agustín, dependiente del Instituto Internacional y la Universidad Pontificia Comillas.

### Episcopado
Obispo de Orense
El 27 de diciembre de 1996, el papa Juan Pablo II lo nombró obispo de Orense. Fue consagrado el 22 de febrero de 1997, en la catedral de Orense, a manos del nuncio apostólico en España, Lajos Kada. Tomó posesión canónica el mismo día de su ordenación.
- Presidente de la Comisión Episcopal del Clero, en la CEE (1999-2005).[1]

Arzobispo de Oviedo
El 7 de enero de 2002, fue nombrado arzobispo de Oviedo. Tomó posesión de la sede el 23 de febrero de 2002.
En septiembre de 2006, convocó un sínodo diocesano para reflexionar sobre los retos de la Iglesia ovetense ante el nuevo siglo.
Del 23 de septiembre de 2006 al 27 de julio de 2007 ejerció de administrador apostólico sede vacante de Santander.
- Miembro del Comité Ejecutivo, en la CEE (2005-2008).

Arzobispo de Valencia
El 8 de enero de 2009, el papa Benedicto XVI lo nombró arzobispo de Valencia. Tomó posesión canónica el 18 de abril del mismo año, durante una ceremonia en la Catedral de Santa María de Valencia.
El 29 de junio siguiente, en una ceremonia en la Basílica de San Pedro, recibió la imposición del palio arzobispal de manos del papa Benedicto XVI.
- Miembro del Comité Ejecutivo, en la CEE (2008 – 2011).[4]
- En 2011 fue elegido presidente de la Comisión Episcopal de Apostolado Seglar.[5]

Arzobispo de Madrid

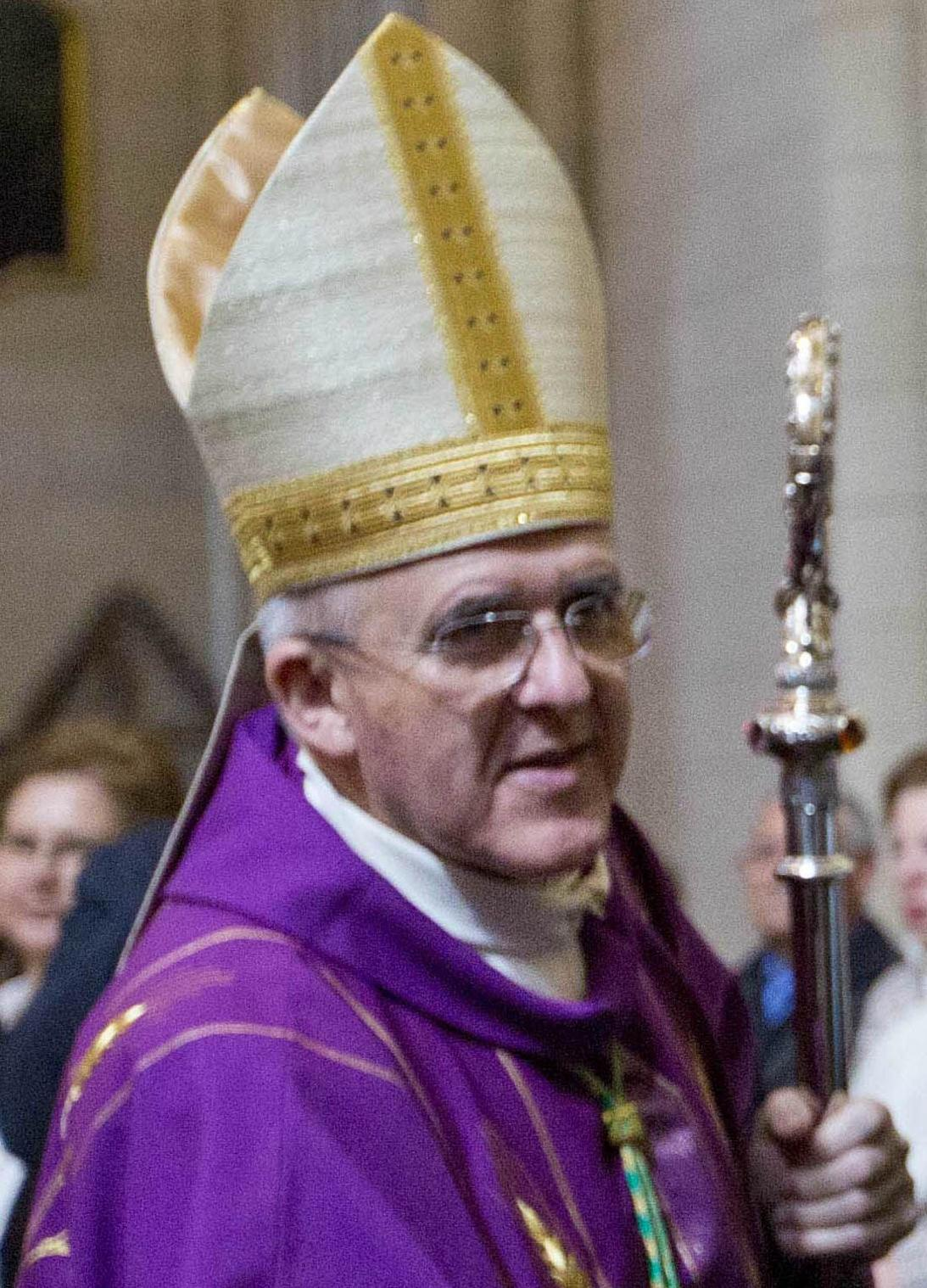
Osoro en marzo de 2015.

El 28 de agosto de 2014, el papa Francisco lo nombró arzobispo de Madrid. Tomó posesión canónica el 25 de octubre del mismo año, durante una ceremonia en la Catedral de la Almudena. Como arzobispo de Madrid adquiere el cargo de Gran Canciller de la Universidad Eclesiástica San Dámaso.
El 29 de junio de 2015, en una ceremonia en la Basílica de San Pedro, recibió el palio arzobispal de manos del papa Francisco. El 1 de noviembre siguiente, en una ceremonia en la Catedral de la Almudena, recibió la imposición del palio arzobispal de manos del arzobispo Renzo Fratini.
El 12 de marzo de 2014, en la CIII Asamblea Plenaria, fue elegido vicepresidente de la Conferencia Episcopal, cargo que ocupó hasta 2017.
En 2020, presentó su renuncia como lo establece el Código de Derecho Canónico. El 12 de junio de 2023, el papa Francisco aceptó su renuncia, como arzobispo de Madrid, nombrado a su sucesor al mismo tiempo. Ejerció de administrador apostólico sede vacante hasta el 8 de julio, día de la posesión de su sucesor.
Ordinario para los fieles de rito oriental
El 9 de junio de 2016, el papa Francisco erigió el Ordinariato para los fieles de rito oriental en España, nombrándolo como su primer ordinario.
En 2020, presentó su renuncia como lo establece el Código de Derecho Canónico. El 1 de marzo de 2024, fue aceptada su renuncia al cargo de ordinario para los fieles de ritos oriental en España, nombrado a su sucesor al mismo tiempo.

### Cardenalato
Fue creado cardenal por el papa Francisco durante el consistorio celebrado el 19 de noviembre de 2016, asignándole el Título de Santa María en Trastevere.
Por nombramiento pontificio, fue entre 2015 y 2018, miembro del XIV Consejo Ordinario de la Secretaría general del Sínodo de los Obispos.
En la Curia Romana es miembro de la Congregación para las Iglesias Orientales (desde el 15 de mayo de 2019) y miembro de la Pontificia Comisión para América Latina (desde el 7 de diciembre de 2020). También ha sido miembro de la Congregación para la Educación Católica (2017-2022).
En la Semana Santa de 2019 pregonó el Sermón de las Siete Palabras en Valladolid.

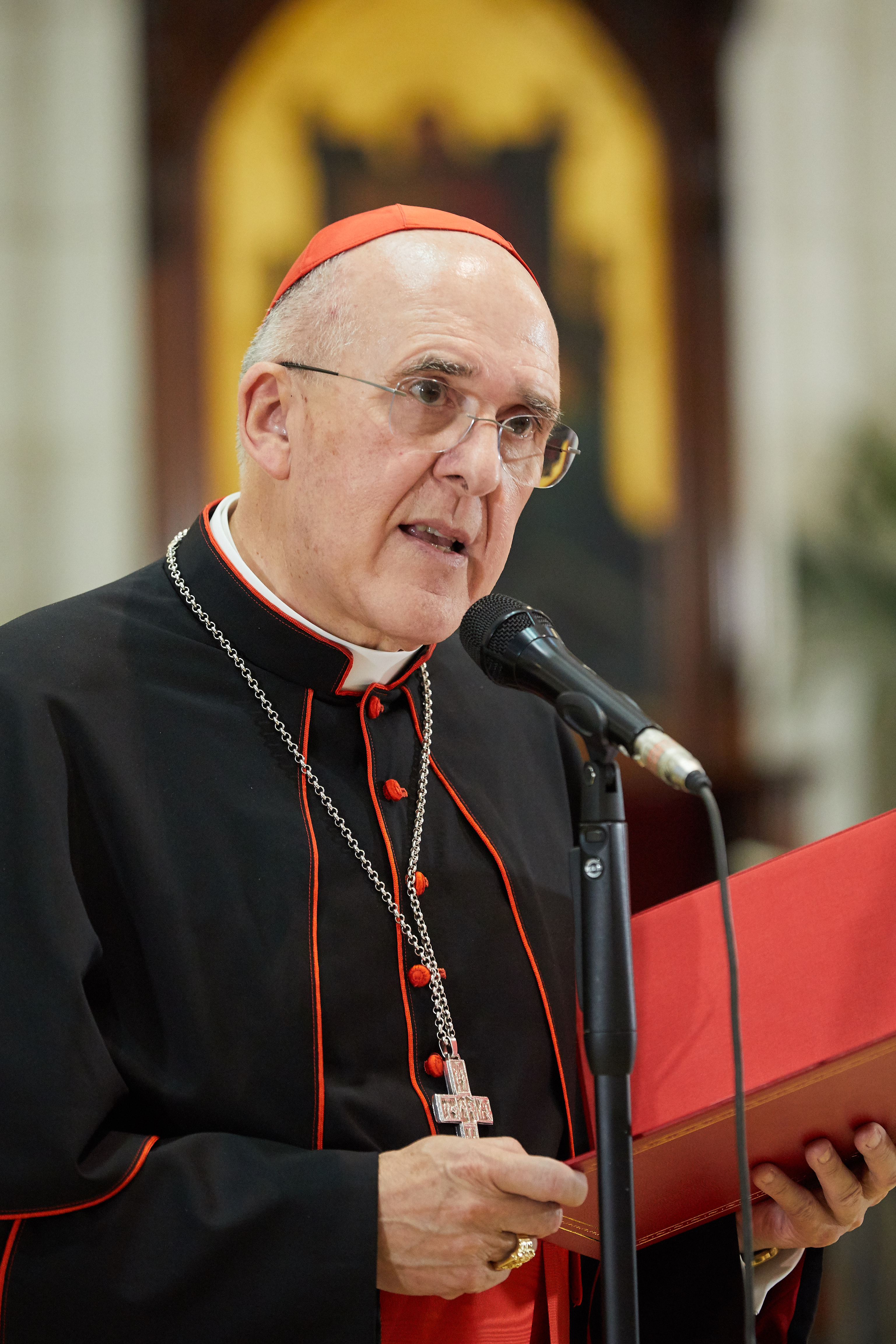
Osoro en 2019.

## Obras
- A la Iglesia que amo, 1989, Narcea, Madrid. ISBN 978-84-277-0868-6.
- Cartas desde la Fe, 1995, Narcea, Madrid. ISBN 978-84-277-1135-8.
- Beato Manuel González, el obispo de la Eucaristía, visto por tres obispos, en cooperación con Carlos Amigo Vallejo, Manuel Sánchez Mongo y Rafael Palmero Ramos. Publicado en 2001, Edibesa, Madrid, ISBN 978-84-8407-233-1.
- Siguiendo las huellas de Pedro Poveda: sacerdotes en la entraña de nuestra cultura, 2003, Madrid, Narcea. ISBN 978-84-277-1425-0.
- Ahí tienes a tu Madre, 2005, Ed. La raíz, ISBN 978-84-609-7952-4.

### Textos pastorales
- Una familia que se quiere como la de Nazaret, 2006, Arzobispado de Oviedo, Oviedo.
- La Iglesia, memoria y presencia de Jesucristo: siempre provocados y convertidos a la misión. 2006, Arzobispado de Oviedo, Oviedo.
- A la misión desde la conversión: carta pastoral ante el Sínodo de la Iglesia en Asturias para el Tercer Milenio, en la solemnidad de la Natividad del Señor, 25 de diciembre de 2006, 2007, Arzobispado de Oviedo, Oviedo.

## Distinciones
- Gran Cruz de Justicia de la Sagrada y Militar Orden Constantiniana de San Jorge, concedida por Carlos de Borbón-Dos Sicilias (2010)[18]
- Caballero de la Orden de Santiago. Cruzamiento y toma de hábito el 20 de junio de 2017 tras ser concedido por Felipe VI.[19]